# دو و میدانی در المپیک تابستانی ۱۹۲۰
دو و میدانی در بازی‌های المپیک تابستانی ۱۹۲۰ نام رویداد ورزش دو و میدانی در بازی‌های المپیک تابستانی بود که در سال ۱۹۲۰ برگزار شد.

## نتایج
| رویداد                          | طلا                                                                                 | نقره                                                                      | برنز                                                                   |
| ۱۰۰ متر                         | چارلی پدوک · ایالات متحده آمریکا                                                    | موریس کیرکسی · ایالات متحده آمریکا                                        | هری ادوارد · بریتانیای کبیر                                            |
| ۲۰۰ متر                         | الن وودرینگ · ایالات متحده آمریکا                                                   | چارلی پدوک · ایالات متحده آمریکا                                          | هری ادوارد · بریتانیای کبیر                                            |
| ۴۰۰ متر                         | بویل راد · آفریقای جنوبی                                                            | گای باتلر · بریتانیای کبیر                                                | نیلز انگدال · سوئد                                                     |
| ۸۰۰ متر                         | آلبرت هیل · بریتانیای کبیر                                                          | ارل ابی · ایالات متحده آمریکا                                             | بویل راد · آفریقای جنوبی                                               |
| ۱۵۰۰ متر                        | آلبرت هیل · بریتانیای کبیر                                                          | فیلیپ بیکر · بریتانیای کبیر                                               | لارنس شیلدز · ایالات متحده آمریکا                                      |
| ۵۰۰۰ متر                        | ژوزف گیه‌مو · فرانسه                                                                 | پاوو نورمی · فنلاند                                                       | اریک بکمن · سوئد                                                       |
| ۱۰٬۰۰۰ متر                      | پاوو نورمی · فنلاند                                                                 | ژوزف گیه‌مو · فرانسه                                                       | جیمز ویلسون · بریتانیای کبیر                                           |
| ۱۱۰ متر با مانع                 | ارل تامپسون · کانادا                                                                | هارولد بارون · ایالات متحده آمریکا                                        | فگ موری · ایالات متحده آمریکا                                          |
| ۴۰۰ متر با مانع                 | فرانک لومیس · ایالات متحده آمریکا                                                   | جان نورتون (ورزشکار) · ایالات متحده آمریکا                                | اگوست دسچ · ایالات متحده آمریکا                                        |
| ۳٬۰۰۰ متر با مانع               | پرسی هاج · بریتانیای کبیر                                                           | پاتریک فلین · ایالات متحده آمریکا                                         | ارنستو امبروسینی · ایتالیا                                             |
| ۴×۱۰۰ متر امدادی                | ایالات متحده آمریکا (USA) · چارلی پدوک · جکسون شولز · لورن مورچیسون · موریس کیرکسی  | فرانسه (FRA) · رنه لورن · رنه تیرار · رنه مورلون · امیل علی-کان           | سوئد (SWE) · آکنه هولمستروم · ویلیام پترسون · سون مالم · نیلز سندستروم |
| ۴×۴۰۰ متر امدادی                | بریتانیای کبیر (GBR) · سسیل گریفیتز · رابرت لیندزی · جان اینزوورت-دیویس · گای باتلر | آفریقای جنوبی (RSA) · هنری دمیل · کلارنس اولدفیلد · جک اوسترلک · بویل راد | فرانسه (FRA) · ژئو آندره · گاستون فری · موریس دلوار · آندره دوو        |
| ۳۰۰۰ متر رقابتی تیمی            | ایالات متحده آمریکا (USA) · هال براون · ارلی شارت · ایوان درسر                      | بریتانیای کبیر (GBR) · جو بلویت · آلبرت هیل · ویلیام سیگروو               | سوئد (SWE) · اریک بکمن · سون لاندگرن · ادوین واید                      |
| ماراتن                          | هانس کولهماینن · فنلاند                                                             | یوری لوسمن · استونی                                                       | والریو آری · ایتالیا                                                   |
| ۳ کیلومتر پیاده‌روی              | اوگو فریجریو · ایتالیا                                                              | جورج پارکر (ورزشکار) · استرالیا                                           | ریچارد رمر · ایالات متحده آمریکا                                       |
| ۱۰ کیلومتر پیاده‌روی             | اوگو فریجریو · ایتالیا                                                              | جوزف پرمن · ایالات متحده آمریکا                                           | چارلز گان · بریتانیای کبیر                                             |
| پرش ارتفاع                      | ریچموند لندن · ایالات متحده آمریکا                                                  | هارولد مولر · ایالات متحده آمریکا                                         | بو اکلند · سوئد                                                        |
| پرش با نیزه                     | فرانک فاس · ایالات متحده آمریکا                                                     | هنری پیترسن · دانمارک                                                     | ادوین مایرز · ایالات متحده آمریکا                                      |
| پرش طول                         | ویلیام پترسون · سوئد                                                                | کارل جانسون · ایالات متحده آمریکا                                         | اریک ابرهمسون · سوئد                                                   |
| پرش سه‌گام                       | ویلهو تولوس · فنلاند                                                                | فولکه یانسن · سوئد                                                        | اریک الملوف · سوئد                                                     |
| پرتاب وزنه                      | ویل پورهولا · فنلاند                                                                | المر نیکلاندر · فنلاند                                                    | هری بی. لیورسج · ایالات متحده آمریکا                                   |
| پرتاب دیسک                      | المر نیکلاندر · فنلاند                                                              | آرماس تایپاله · فنلاند                                                    | گاس پوپ · ایالات متحده آمریکا                                          |
| پرتاب چکش                       | پاتریک رایان · ایالات متحده آمریکا                                                  | کارل یوهان لیند · سوئد                                                    | بازیل بنت · ایالات متحده آمریکا                                        |
| پرتاب نیزه                      | یونی مورا · فنلاند                                                                  | اورهو پلتونن · فنلاند                                                     | پاوو یوهانسون · فنلاند                                                 |
| پرتاب وزنه ۵۶ پوند (۲۵ کیلوگرم) | پت مک‌دونالد · ایالات متحده آمریکا                                                   | پاتریک رایان · ایالات متحده آمریکا                                        | کارل یوهان لیند · سوئد                                                 |
| پنج‌گانه                         | ارو لهتونن · فنلاند                                                                 | اورت برادلی · ایالات متحده آمریکا                                         | هوگو لاتینن · فنلاند                                                   |
| دهگانه                          | هلگه لولاند · نروژ                                                                  | بروتوس همیلتون · ایالات متحده آمریکا                                      | برتیل اولسون · سوئد                                                    |
| دو صحرانوردی انفرادی            | پاوو نورمی · فنلاند                                                                 | اریک بکمن · سوئد                                                          | هیکی لیماتاینن · فنلاند                                                |
| دو صحرانوردی تیمی               | فنلاند (FIN) · پاوو نورمی · هیکی لیماتاینن · تئودور کوسکنیمی                        | بریتانیای کبیر (GBR) · جیمز ویلسون · انتون هگارتی · آلفرد نیکولز          | سوئد (SWE) · اریک بکمن · گوستاف ماتسون · هیلدینگ اکمن                  |

## جدول مدال‌ها
| رتبه | کشور                      | طلا | نقره | برنز | مجموع |
| ۱    | ایالات متحده آمریکا (USA) | ۹   | ۱۲   | ۸    | ۲۹    |
| ۲    | فنلاند (FIN)              | ۹   | ۴    | ۳    | ۱۶    |
| ۳    | بریتانیای کبیر (GBR)      | ۴   | ۴    | ۴    | ۱۲    |
| ۴    | ایتالیا (ITA)             | ۲   | ۰    | ۲    | ۴     |
| ۵    | سوئد (SWE)                | ۱   | ۳    | ۱۰   | ۱۴    |
| ۶    | فرانسه (FRA)              | ۱   | ۲    | ۱    | ۴     |
| ۷    | آفریقای جنوبی (RSA)       | ۱   | ۱    | ۱    | ۳     |
| ۸    | کانادا (CAN)              | ۱   | ۰    | ۰    | ۱     |
| ۸    | نروژ (NOR)                | ۱   | ۰    | ۰    | ۱     |
| ۱۰   | استرالیا (AUS)            | ۰   | ۱    | ۰    | ۱     |
| ۱۰   | دانمارک (DEN)             | ۰   | ۱    | ۰    | ۱     |
| ۱۰   | استونی (EST)              | ۰   | ۱    | ۰    | ۱     |